# Lättklinker

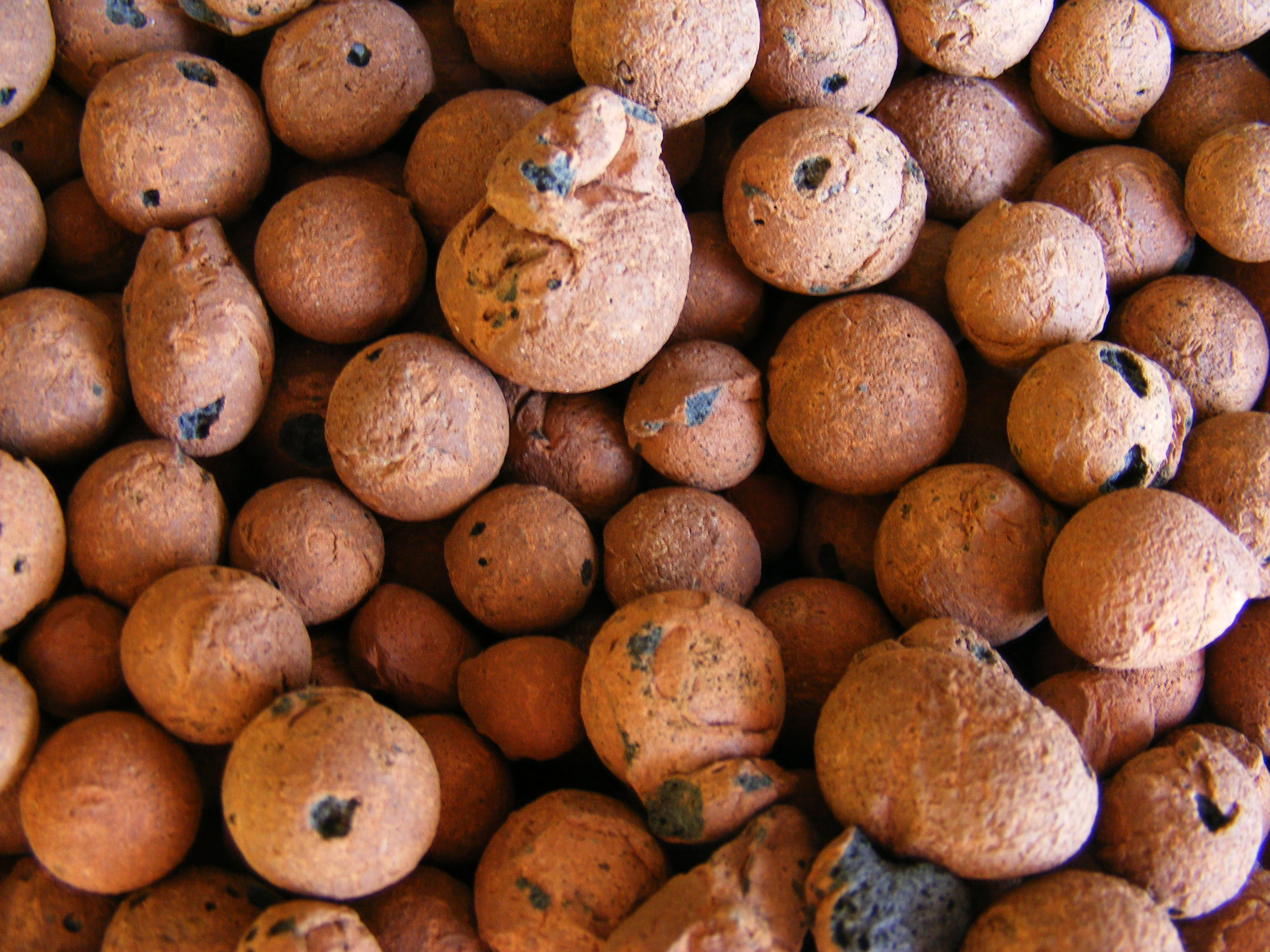
Lättklinkerkulor

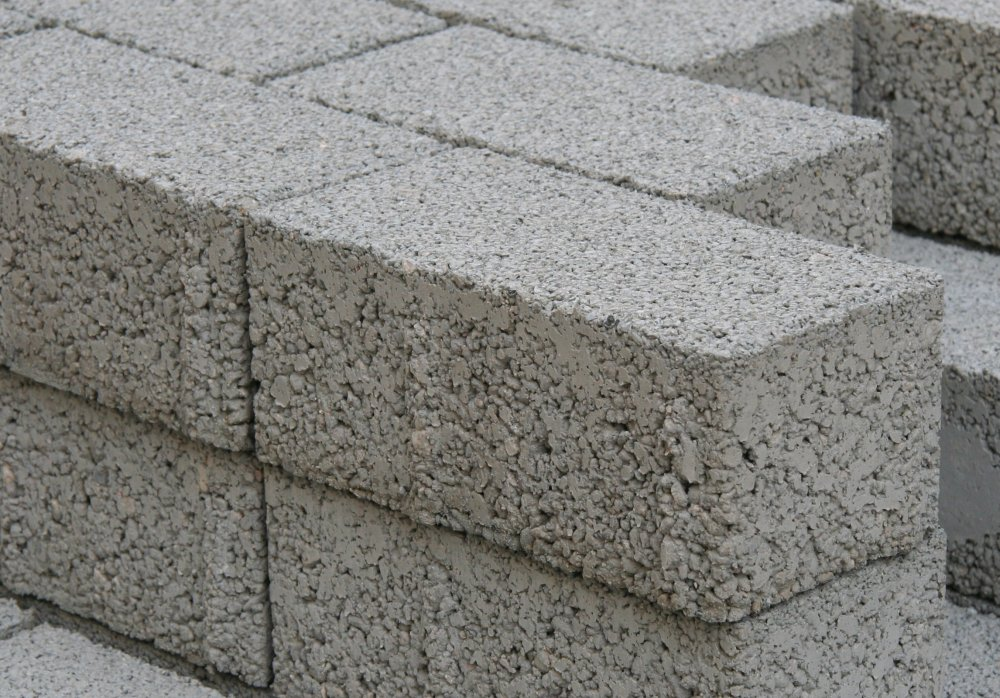
Lättklinkerblock

Lättklinker (engelska: light expanded clay aggregate, LECA) är ett byggnadsmaterial som tillverkas genom upphettning av lera. Materialet kom att framställas i USA 1916 utan att få en större framgång.
En liknande produkt benämnd Betongklinker började år 1932 tillverkas av AB Betongklinker beläget i Stavsborg vid Mälaren. Denna produkt med en kornstorlek 0-20 mm, volymvikt av 500-1000 kg/m3, framställdes genom att lera upphettades till 1350oC. Med denna produkt och portlandscement kunde gjuten klinkerbetong framställas med en volymvikt av 1200-1750 kg/ m3, värmeledningstal λ på 0,28-0,60 och en tryckhållfasthet av 25-180kg/cm2.

## Tillverkning
Senare har metoden utvecklats i Danmark och tillverkas i Sverige sedan början av sextiotalet.
Lättklinker tillverkas i många länder, bland andra Algeriet, Argentina, Danmark, Norge, Finland och Kina. Lättklinker framställs av kalkfattig lera i en roterande brännugn, vid ugnens rotation bildas små kulor som bränns vid 1100 grader varvid gasbildning uppstår och leran expanderar varefter ytskiktet glaseras. De färdiga kulorna har en skrymdensitet mellan 200 och 800 kg per m3. Lättklinker producerades fram till 2019 i Sverige av AB Svensk Leca, med fabrik i Gärstad i utkanten av Linköping. Svenska Finja Betong AB tillverkar flera produkter av lättklinker.

## Användning
Lättklinker används som värmeisolerade material i olika byggnadsmaterial, såsom vid platsgjuten betong eller olika lättklinkerblock. Murblock av lättklinker tillverkas med eller utan cellplastkärna i olika storlekar. Lättklinker kan prefabriceras industriellt till större byggnadsdelar, såsom väggar eller bjälklag. Lättklinker har även andra användningsområden, såsom dränering i olika sammanhang eller vid odling av växter.